# Ктинское озеро
Кти́нское озеро — озеро в Лядской волости Плюсского района Псковской области.
Площадь — 0,84 км² (84,0 га). Максимальная глубина — 5,5 м, средняя глубина — 3,2 м. Площадь водосборного бассейна — 40,02 км². Высота над уровнем моря — 47,9 м.
На берегу озера находятся деревни: Ктины, Завод, Заозерье и снятая с регистрационного учёта населённых пунктов, приписанная к Ктинам деревня Фетковщина.
Проточное. В озеро впадает река Озванка, а вытекает река Ктинянка (Ктинка).
Тип озера лещёво-плотвичный. Водятся рыбы: лещ, щука, окунь, плотва, ёрш, язь, линь, карась, вьюн, щиповка, густера, краснопёрка, уклейка; встречаются раки.
Из водной растительности в озере произрастают: тростник, осока, камыш, хвощ, стрелолист, рогоз, кубышка, кувшинка, рдесты, горец, частуха, уруть, элодея, аир, роголистник, вахта, калужница.
Для озера характерно: берега как крутые, так и отлогие, местами низкие заболоченные; дно волнистое с ямами и отмелями, в центре ил и заиленный песок, в прибрежье — песок, глина, заиленный песок, коряги, сплавины. Много родников. У дер. Ктины на озере находится небольшая отмель Чайный Остров искусственного происхождения.
Поблизости от Ктинского, находятся два озера меньшего размера — Горятино и Луковка.

## Данные водного реестра
По данным государственного водного реестра России озеро относится к Балтийскому бассейновому округу, водохозяйственный участок — Нарва, речной подбассейн отсутствует. Относится к речному бассейну реки Нарва (российская часть бассейна). Площадь озера в водном реестре определена как 0,8 км², площадь водосборного бассейна 56,1 км².
Код объекта в государственном водном реестре — 01030000411102000025172.

## Исторические сведения
Первое письменное упоминание об озере находится в писцовой книге 1550/51 года письма Ивана Григорьевича Белеутова в тексте по Прибужскому погосту в отрывке по дворцовой волости.

«А по новому писму с тое волости оброк весь тот же, как в писцовых книгах. А угодья в той волости озеро Хтино, а тоней в нём 12, а рыба в нём всякая белая, а дано крестьяном ловити в тот же оброк, а участок в том озере помещику Сенки Тыртову. Да тое ж великого князя волосте […]»— [РГАДА, Ф.1209, Оп.3, №17144, л. 18]; опубликовано: «Писцовые книги Новгородской земли», т. 6, М., 2009, ред. К. В. Баранов.
В те времена называлось оно — Хтино. Часть озера располагалось в Прибужском, часть — в Лятцком погостах. В писцовой книге письма Яныша Иванова сына Муравьева и подьячего Кирилко Кстечкова 1571 года описано оно в Лятцком погосте в поместье Елизарья Федорова сына Тыртова в тексте по сельцу Хтино.

«За Елизарьем Федоровым сыном Тыртова старого отца его поместье.

Селцо Хтино у озера у Хтина, а в селе церковь Велики Мученик Дмитрей да на полатех Сергий Чюдотворец; двор болшой, в нём живёт Елизарей сам, пол-3 обжи, пашни в поле 9 четвертей, а в дву по тому ж, и со отхожею пашнею, сена 20 копен, да во отхожих пожнях по Яни реки и до Щитницы до речки 50 копен сена, а лесу пашенново и непашонново в длину верста, а поперек пол версты, а перелогу и поростли 4 четверти; да озеро Хтино, а в нём рыба окуни, и плотица, и ерши.»— [РГАДА, Ф. 137, Оп. 1, Новгород, № 8, л. 212]; опубликовано: "Новгородские писцовые книги, изданные Археографической комиссией." Т.V. Редактор Богоявленский С. К. СПб. 1905.
Первое написание через «К» (Ктино) впервые встречается в писцовой книге Прибужской волости, датируемой ок. 1581/82 годом.

«Да в Прибужском же погосте река Плюса под Прибужем, да двенатцать озерок леших: озерко Плюса, да озерко Кострово, да озерко Ктино, да озерко Горятино, да озерко Бораново, да озерко Килино, да озерко Дубяжско, да озерко Дуброво, да озерко Лопно, да озерко Малая Дубяжка, да озерко Узминка, да озерко Голышкино. Оброку с рек и с озёр за рыбную ловлю со всего Прибужского погоста рубль, да пошлин деся[ть] денег.»— [РГАДА, Ф. 1209, Оп. 1, № 968, л. 544]; опубликовано: «Записки Императорского Русского Географического Общества» Кн. № 8. Неволин К. А. «О пятинах и погостах новгородских в XVI веке, с приложением карты» СПб. Тип. Императорской Академии Наук. 1853 г. Приложение XIII.
Во времена Генерального межевания (в 1786 году) это озеро было выделено в отдельную дачу площадью 85 десятин 749 квадратных саженей (93,2 гектара). Принадлежало оно в те времена помещикам: князю Григорью Александровичу Потёмкину (владелец деревни Заозерье), Сергею Антонову сыну Березину (владелец села Хтины, сельца Аннинское, деревень Жилые Болоты, Пустые Болоты, Фетковшина, Ярун, Сухрестье и части деревни Алексино), Анне Антоновне Ладыженской (владелица части деревни Завод), Федору Иванову сыну Гудимову (владелец части деревни Завод).

| м у ж е с к а |

| ж е н с к а |

| д е с я т и н ы |

| с а ж е н и |

| д е с я т и н ы |

| с а ж е н и |

| д е с я т и н ы |

| с а ж е н и |

| д е с я т и н ы |

| с а ж е н и |

| д е с я т и н ы |

| с а ж е н и |

| д е с я т и н ы |

| с а ж е н и |
— [РГАДА, Ф. 1355, Оп. 1, №1138, лл. 260 об., 261]